# Демерссман, Жюль
Жюль Огюст Демерссман (фр. Jules Auguste Demersseman; 9 января 1833, Хондсхоте, ныне департамент Нор — 1 декабря 1866, Париж) — французский флейтист и композитор.
Родился на самом севере Франции, на границе с Бельгией. В 11 лет стал учеником Жана-Луи Тюлу в Парижской Национальной Консерватории. Через год получил там первый приз и вскоре стал одним из самых известных флейтистов своего времени. Он не мог стать профессором консерватории, поскольку, как и его учитель, отказывался играть на флейте системы Бёма, которая уже получила распространение во Франции в то время. Умер в возрасте 33 лет от туберкулёза.
Демерссман является автором многочисленных произведений для флейты, самое популярное из которых — Шестое Концертное Соло, op. 82, иначе называемое «Итальянский Концерт». Он также является одним из первых французских композиторов, написавших музыку для только что созданного тогда саксофона.

## Сочинения
- Искусство фразировки на флейте. 100 популярных мелодий.
- оперa Россини «Вильгельм Телль» для 2х флейт и фп.
- 6 пьес для фл. и фп., op. 2
- «Тремоло» Ария с вариациями для флейты и фп., op. 3
- 50 этюдов для флейты, op. 4
- Интродукция и вариации на т. «Венецианский карнавал», op. 7
- Концертное соло № 1 для флейты и фп., op. 19
- Концертное соло № 2 ми бемоль мажор для фл. и фп., op. 20
- 1я соната ми бемоль мажор для флейты и фп., op. 22
- 2я соната для флейты и фп., op. 24 (1862)
- Balladine для флейты и фп., op. 28 № 1
- Романс «Simplicité» для флейты и фп., op. 28 № 2
- Концертная пьеса для флейты и фп., op. 31
- Концертная фантазия для 2х флейт и фп., op. 38
- «В честь Тюлу» («Hommage à Tulou») для флейты и фп., op. 43
- Большая концертная фантазия на т. из оперы «Оберон» Вебера для фл. и фп., op. 52
- «Итальянский концерт». Концертное соло № 6 фа мажор для флейты и фп., op. 82